# Drag Me Down
«Drag Me Down» — песня британского бой-бенда One Direction с их пятого альбома Made in the A.M. (2015).
Песня вышла отдельным синглом 31 июля 2015 года, за более чем три месяца до появления альбома. (Причем до альбома увидел свет ещё и второй сингл с него, «Perfect».)
В Великобритании сингл с песней «Drag Me Down» поднялся до 1 места в национальном чарте (UK Singles Chart), а в США песня поднялась до 3 места (в чарте Billboard Hot 100).
Песня также достигла 1 места в Австралии, став для группы первой в карьере песней номер 1 в этой стране. (До этого наивысшая позиция была у песни «Live While We’re Young». которая побывала на 2 месте в октябре 2012 года.)

## История создания
Авторы песни — Джейми Скотт и Джон Райан и Джулиан Бунетта, авторы таких хитов группы One Direction, как «Story of My Life», «Midnight Memories», «You & I» и «Night Changes».
Как рассказывает сайт Songfacts, ребята из группы сначала не были уверены насчёт этой песни. По словам сайта, в одном видео на VEVO Лиам Пейн признал этот факт: «Было что-то в том, как она [песня] была спродюсирована. Она была слишком другой, чего мы испугались.» (англ. «It was something with the way it was produced. It was too different which we were scared of.») Он также добавил, что это одна из тех песен, что начинают нравиться не сразу, а постепенно. Ребята записали вокал, а потом, поэкспериментировав с разными звуками барабанов и некоторыми другими деталями, «сделали песню своей».

## История релиза
В день выхода песни 31 июня 2015 года она возглавила чарт iTunes в 82 странах. В этот же день она впервые прозвучала на радио и впервые была исполнена группой на концерте, произошло это в Индианаполисе. Песня также тогда побила рекорд по стримам (проигрываниям) за день (сутки) на Spotify — 31 июля 2015 года её прослушали там 4,75 миллиона раз.

## Видеоклип
Режиссёры видеоклипа — Бен и Гейб Тёрнеры.
Клип получил присуждаемую по голосам поклонников премию в категорию «Лучшее видео» на церемонии BRIT Awards 2016.